# Castanopsis eyrei
Castanopsis eyrei är en bokväxtart som först beskrevs av John George Champion och George Bentham, och fick sitt nu gällande namn av John Hutchinson. Castanopsis eyrei ingår i släktet Castanopsis och familjen bokväxter. Inga underarter finns listade.